# Šelfový ledovec

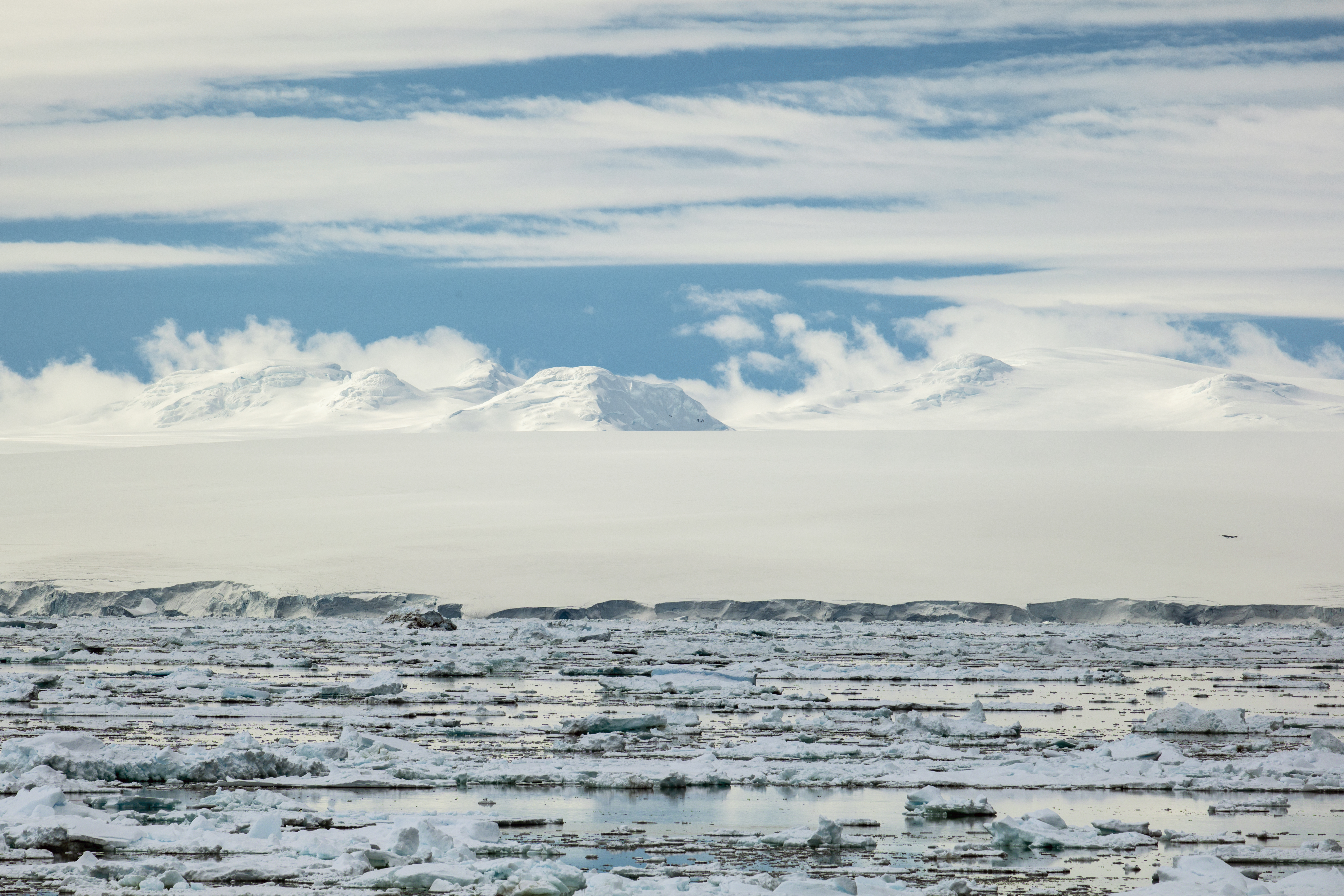
Šelfový ledovec rozprostírající se přibližně 6 km do Antarktické úžiny z Joinvillova ostrova

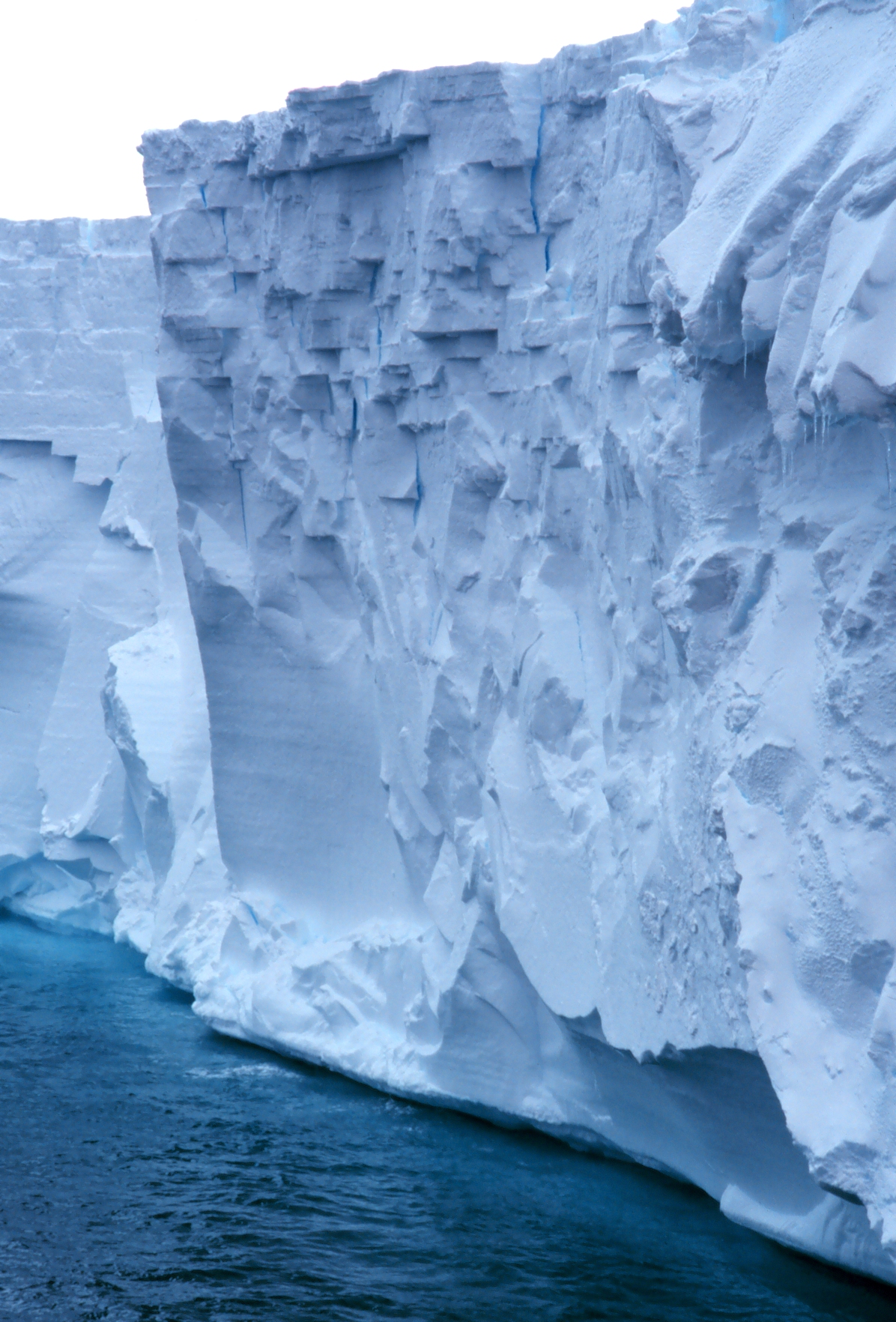
Čelo Rossova šelfového ledovce zblízka

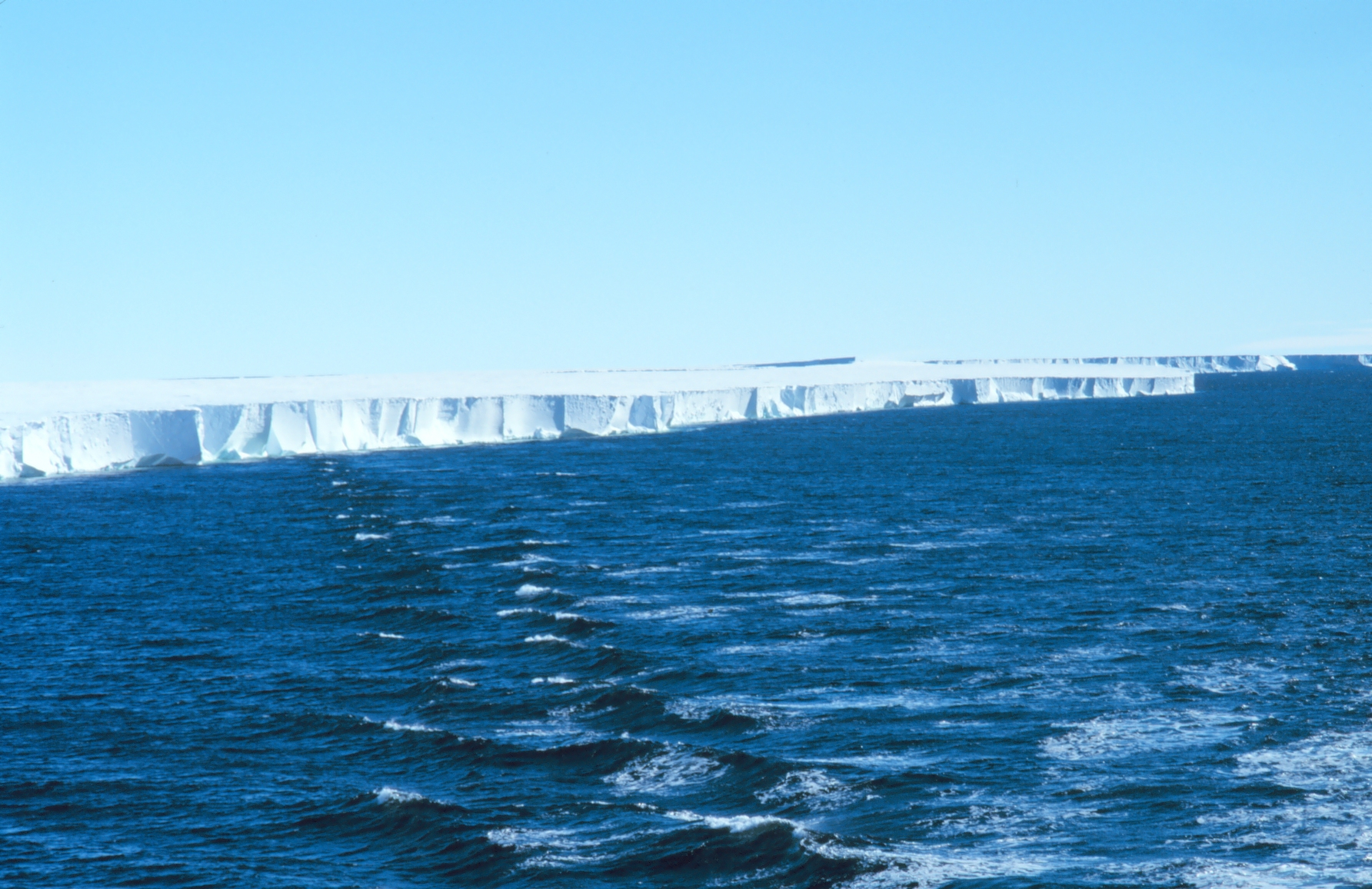
Panorama okraje Rossova šelfového ledovce

Šelfový ledovec (ice shelf) je tlustá plovoucí ledová plošina, která se vyskytuje tam, kde ledovce nebo další toky ledu z ledového příkrovu tečou dolů k pobřeží a na povrch oceánu. Šelfové ledovce se nacházejí pouze v Antarktidě, Grónsku, Kanadě (viz str. 23 a 24 v ) a v ruské Arktidě. Hranice mezi plovoucím šelfovým ledovcem a ledovcem spočívajícím na podloží, z nějž se šelfový ledovec „vytváří“, se nazývá bazální linie (čára ukotvení). Tloušťka šelfových ledovců se pohybuje od cca 100 m do 1000 m.

## Názvosloví
Označení šelf se v češtině používá pro útvar mořského dna, totiž málo se svažující část kontinentu ležící pod mořskou hladinou. Slovo je z anglického shelf, znamenajícího např. polici či mělčinu.
Zavedený český termín „šelfový ledovec“ označuje v užším smyslu slova pouze vznášející se část ledovce.

## Původ a pohyb
Šelfový ledovec je tvořen ledovcovým ledem čili ledem vzniklým stlačením sněhu (až na výjimky proto obsahuje bublinky vzduchu). Naproti tomu mořský led se tvoří až na vodě a je mnohem tenčí (obvykle méně než 3 m). Vzniká v celém Severním ledovém oceánu a na většině okrajů Jižního oceánu kolem pevniny a šelfových ledovců Antarktidy.
Šelfové ledovce jsou vytlačovány do oceánu tlakovou silou, kterou na ně působí led sbíhající z pevniny, jejž k pohybu nutí gravitace. Led v šelfovém ledovci tak stále putuje od bazální linie (čáry ukotvení) k čelu ledovce. Za hlavní mechanismus ztráty hmoty z šelfových ledovců bylo považováno telení, čili odlamování kusů ledu do moře z čela ledovce. Ale již studie NASA a universitních vědců publikovaná 14. června 2013 v časopise Science zjistila, že většina úbytku ledu z antarktických šelfových ledovců je způsobena táním vlivem teplejší vody, která omývá jejich spodní plochu.
Čelo šelfového ledovce se typicky pohybuje po léta až desetiletí směrem od pevniny, až zase rychle ustoupí telením, někdy i obrovských plochých iceberg (tabulových ledových hor). Pro hmotnostní bilanci šelfového ledovce je důležité i hromadění sněhu na jeho povrchu a již zmíněné odtávání z dolního povrchu. Led ale může na spodní straně šelfového ledovce i přirůstat.

## Objemová hmotnost a vynořená část
Rozdíl hustot mezi mořskou vodou a ledovcovým ledem, který má vlivem bublinek vzduchu menší objemovou hmotnost než led vznikající mrznutím kapalné vody, znamená, že 1/9 až dokonce 1/6 objemu plovoucího ledu je nad hladinou oceánu. Lze si snadno odvodit, že jmenovatel v těchto zlomcích je 1/((ρf-ρb)/ρf), kde ρ je hustota (objemová hmotnost), index f znamená kapalinu a index b v ní plovoucí těleso. Hustota studené mořské vody je kolem 1,028 t/m3 (tj. kg/l) a pro ledovcový led je to od asi 0,85 do méně než 0,92, což je limit pro velmi studený led bez bublinek. Leží-li na ledovém šelfu tlustá vrstva firnu a sněhu, může šelfový ledovec nad hladinu vyčnívat ještě více než 1/6 svého vertikálního rozměru.

## Kanadské šelfové ledovce
Všechny šelfové jsou připojeny k Ellesmerovu ostrovu a leží severně od 82°. Až dosud se zachovaly šelfové ledovce Alfred Ernest, Milne, Ward Hunt a Smith. Šelfový ledovec M'Clintock se rozpadl v letech 1963 až 1966; Ayles v roce 2005, a Markham v roce 2008.

## Antarktické šelfové ledovce
Celkem 74 % antarktického pobřeží pokračuje šelfovými ledovci. Jejich souhrnná plocha je více než 1 550 000 km2. Největší jsou Rossův a Filchnerův-Ronneové. Mapa šelfových ledovců a znázornění, jak rychle se ztenčují, a dále i srozumitelné schéma systému šelfového ledovce a procesů, kterých se účastní, viz zprávu  či . Ztenčování pacifických šelfových ledovců je modulováno oscilacemi mezi stavy El Niño a La Niña – v prvním případě na ně napadá více sněhu (tloustnou), ale také v hloubkách více tají přítokem teplejší vody (a tak jim hmotnost ubývá). Pozoruhodné je také, že lokální ztenčení šelfového ledovce má dopady na zrychlení toku ledu do oceánu i ve vzdálenostech stovek kilometrů.

## Ruské šelfové ledovce
Ten největší, Matusevičův, míval rozlohu 240 km2 a nacházel se u Severní země, led do něj přicházel z některých největších ledových čepic ostrova Říjnové revoluce, Karpinského na jihu a Rusanova na severu. V roce 2012 se ale již rozpadl.

## Rozpad šelfových ledovců

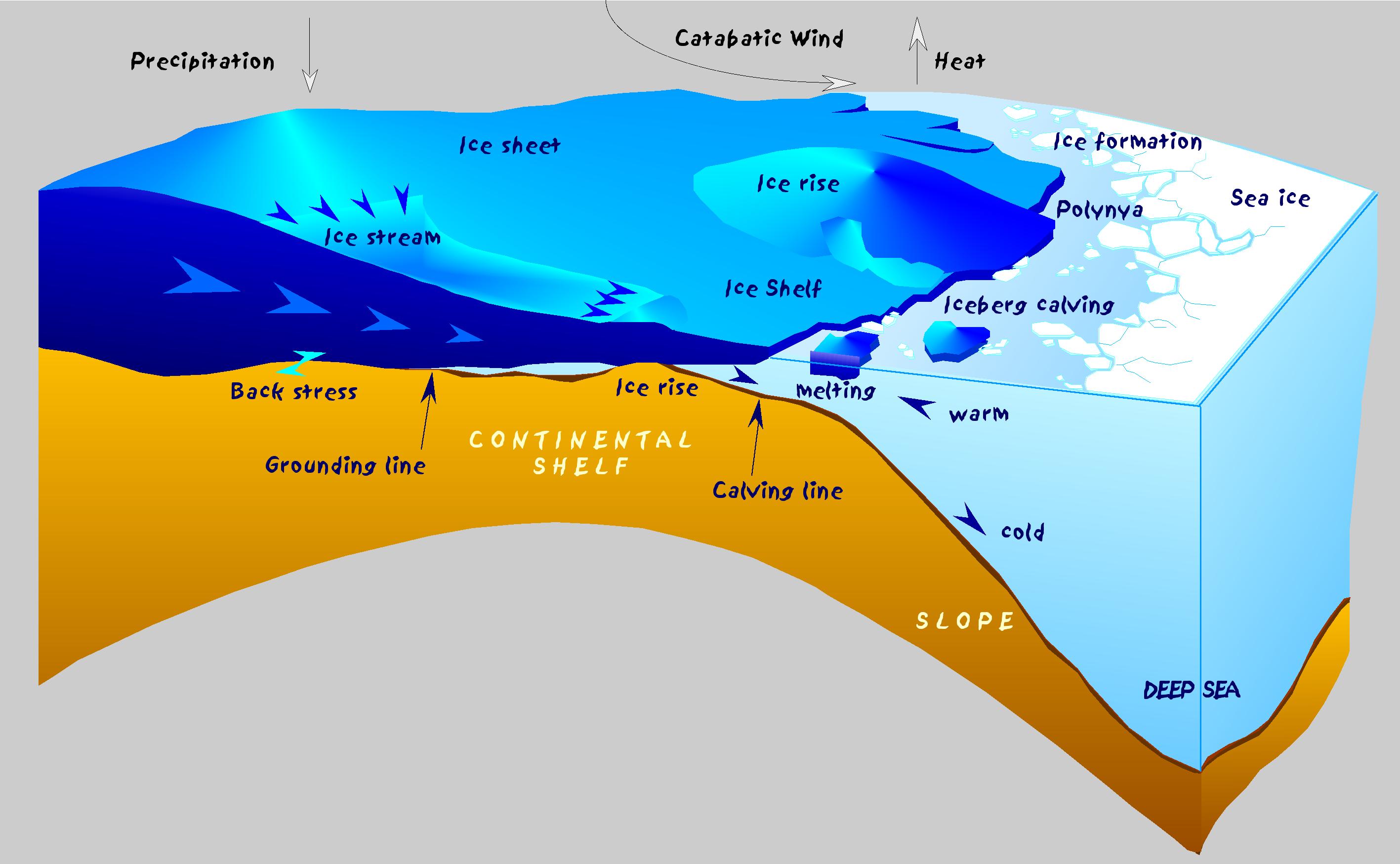
Procesy kolem antarktických šelfových ledovců

interakce ledovce a šelfového ledovce

V posledních několika desetiletích glaciologové pozorovali soustavné poklesy rozloh ledovců vlivem tání, telení, a i úplný rozpad některých z nich.
Původní Ellesmerův šelfový ledovec se ve 20. století zmenšil o 90 %, zbyly po něm samostatné šelfové ledovce Alfred Ernest, Ayles, Milne, Ward Hunt, a Markham. V roce 1986 zjistil průzkum kanadského šelfových ledovců, že se v od roku 1959 do roku 1974 z Milneho a Aylesova šelfového ledovce odtelilo 48 km2 (3,3 km3). Ayles se telením zcela rozpadl 13. srpna 2005. Šelfový ledovec Ward Hunt se rozpadá od roku 1961, mezi lety 1967 a 1999, v létě roku 2002, 2008 a 2010.
Dvě části Larsenova šelfového ledovce v Antartidě (A a B) se rozpadly na stovky neobvykle malých úlomků (širokých stovky metrů nebo i méně) v letech 1995 and 2002, z mnohem většího Larsenu C se odtelil obrovský iceberg – ledový ostrov v létě 2017.
Rozpady lze spojovat s dramatickým polárním oteplováním, které je součástí globálního oteplování. Někdy jde o posílené štěpení ledu vlivem povrchového tání, ale hlavně se uplatňuje tání v důsledku teplejších vod oceánu cirkulujících pod plovoucím ledem.
Studené, sladké vody, vznikající táním pod šelfovými ledovci Rosse a Flichnera-Ronneové jsou součástí vod antarktického dna.
Ačkoli se zkratkovitě říká, že tání plovoucího šelfového ledovce nebude zvyšovat hladiny moře, fyzikálně vzato malý vliv má. Mořská vodě má o ~2,6 % větší hustotu než sladká voda a led šelfového ledovce v drtivé většině neobsahuje žádnou sůl; to způsobí, že objem mořské vody potřebný na nahrazení plovoucího ledu je o něco menší než objem sladké vody v ledu obsažené. Proto, když plovoucí led roztaje, hladina světových moří se zvýší; nicméně tento účinek je dost malý: pokud by všechen existující mořský led a šelfové ledovce roztály, odpovídající vzestup hladiny moře jen tímto vlivem se odhaduje na pouze ~4 cm.
Mnohem důležitější je, že když a až když tyto šelfové ledovce roztají ve velké míře, a přestanou se opírat o ostrůvky či jiné překážky vně základní čáry ukotvení (a ta také ustoupí do vnitrozemí) nebudou již bránit ledovcům v sesouvání z kontinentu, takže se ledovcový tok do moře urychlí. Tento nový led, předím opřený o podloží, bude pak nadnášen jen mořem, čímž zvedne jeho hladinu.

## Významné šelfové ledovce
- Rossův šelfový ledovec – 472 960 km²
- šelfový ledovec Filchnerův–Ronneové – 422 420 km²
- Ameryho šelfový ledovec – 62 620 km²
- Larsenův šelfový ledovec – 48 600 km²